# Cathedral Place
Cathedral Place est un gratte-ciel de bureaux construit à Vancouver au Canada de 1989 à 1991. La façade de l'immeuble est faite de granite et de calcaire. En 2003 la valeur de l'immeuble était établie à 85,7 millions de $ canadiens
L'architecte est l'agence Paul Merrick